# Alice Vasselon
Alice Vasselon, née le 27 janvier 1849 à Paris (2ème arrondissement ancien) et morte le 10 août 1893 à La Calmette, est une peintre française.

## Biographie
Alice Vasselon est la fille du peintre Édouard Vasselon (1814-1884) et d’Émilie Roussel du Martray. Elle est la sœur du peintre Marius Vasselon (1841-1824). 
Après avoir vécu à Paris, elle s'établit à Marseille avec son père (elle y habite rue d'Arcole) et s'y marie le 14 octobre 1884  avec Paul Louis Finiels, droguiste et fils du pasteur de La Calmette, où s'installe alors et où elle décèdera en 1893.
Spécialisée dans les natures mortes de fleurs, elle peint aussi des scènes de genre. Elle expose au Salon de 1870, 1874, 1876, 1877, 1879 et 1880.

## Œuvres référencées
- Bouquet de fleurs sauvages dans un seau, 1880, huile sur toile, 125,7 × 159,4 cm[6].

Œuvres d'Alice Vasselon
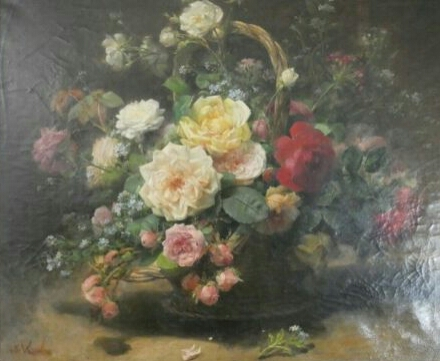
Panier de roses et fleurs sauvages, localisation inconnue.
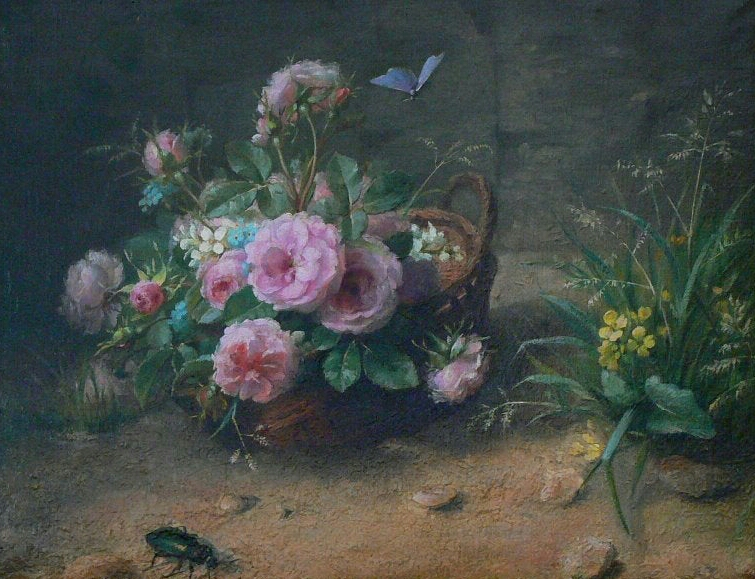
Panier de fleurs au papillon et au scarabée, localisation inconnue.